# Petterssonbåt

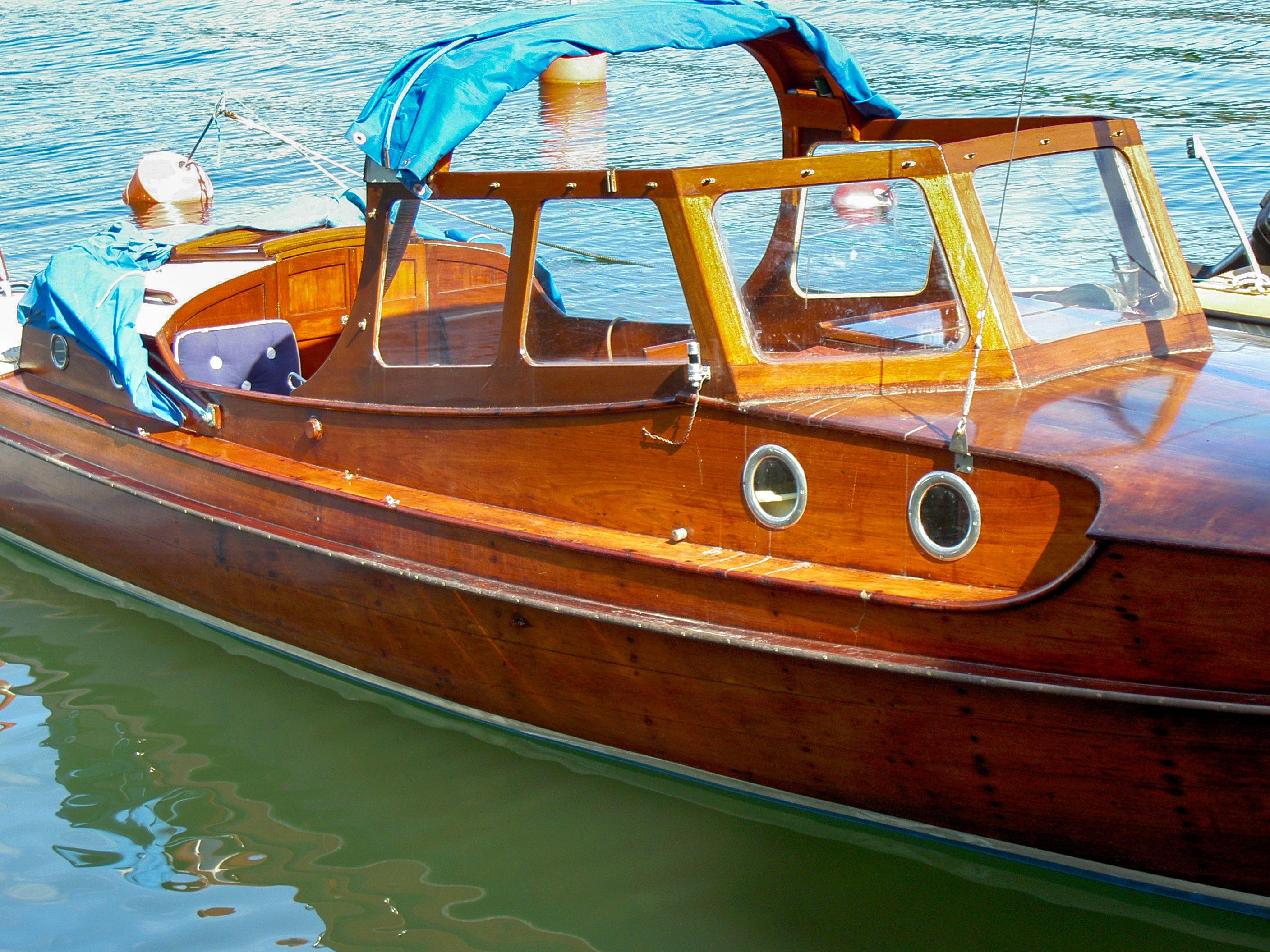
Pettersonbåt

Pettersonbåt är en båttyp, som är uppkallad efter båtkonstruktören Carl Gustaf Pettersson. 
Begreppet används inte bara för de båtar, som konstruerats av CG Pettersson själv, utan också om vissa andra typer av motorbåtar av trä. Petterssonbåten är ofta långsmal, har rak stäv och är i regel cirka 8-10 meter lång. De allra flesta tillverkades under åren 1910-50. Kännetecknande är också "örat", en böj upp till fördäck.

## Förekomster i media
- James May använde en Pettersonbåt från 1939 i avsnittet "Seamen" i den Brittiska tv-serien The Grand Tour, båtens maskinskylt kan ses vid 09:21 i avsnittet.